# 息嬀
息嬀（そくき、生没年不詳）は、陳の公女。息侯・楚の文王の妻。堵敖・成王の母。先夫・後夫の号を重ねて息夫人・文夫人と呼ばれている。桃の花のような美しさから、桃花夫人とも呼ばれている。

## 生涯
前684年、姉の蔡嬀とそれぞれ息と蔡に嫁いだ。蔡を通った時、蔡の国君である哀侯は彼女の美貌を聞いて、息嬀を強占した。息侯の要請で、楚の文王は大軍を動員して蔡を討伐し、息嬀を奪還した。
蔡の哀侯がこれを恨みに思い、前680年に息嬀が美人であると楚の文王に吹き込んだ。今度は文王が大軍を起こして息を伐し、息を滅亡させた。文王は息嬀を連れ帰り自分の妻としている。
文王は息嬀を寵愛し、2人の男子が生まれた。しかし、故国の息を懐かしみ、話をしたことはない。文王が彼女の気持ちに気づき、再び蔡を攻撃して入城した。蔡侯も楚で客死した。
前675年、文王が死去し、長男の堵敖は楚王となった。前672年、次男の熊惲は堵敖に殺害されそうになり、随に亡命した。熊惲は随の国人の助けを借りて、堵敖を襲撃して殺害し、楚王として即位した。これが成王である。成王がまだ幼いため、その叔父の子元（文王の弟）は令尹として権勢を握る。前664年、子元は息嬀に同居を強要したが、同年秋、申公鬬班が子元を殺害した。その後の経歴は不明。
劉向の『列女伝』によると、息侯が捕虜になって城を守る役人に落とされている。ある日息嬀は楚王が宮を出る機会に乗って、宮中を離れて息侯との再会を果たし、2人は心中を遂げた。楚王は感動して、2人を合葬した。この説は後世では人気のある題材だが、一般的には史実とは考えられない。「貞女は二夫に従わず」という儒教的倫理観を反映している。
清代の『百美新詠図伝』では、中国歴朝で最も名高い美人百人に選ばれている。

## 伝記資料
- 『春秋左氏伝』